# Base di dati a oggetti
Una base di dati a oggetti è una base di dati in cui i concetti sono rappresentati in forma di oggetti, come nell'omonimo paradigma di programmazione.
Sono considerate di nicchia rispetto alle basi di dati relazionali.
Prese in considerazione sin dagli anni ottanta e novanta, ma con uno scarso impatto commerciale, vennero usate solo in alcuni campi di applicazione quali ingegneria, aerospazio, telecomunicazioni, e aree scientifiche come la fisica delle alte energie e la biologia molecolare.
Un altro gruppo di database a oggetti si focalizza sull'uso in sistemi real time.

## SQL
In una base di dati relazionale:
```
   
CREATE
 
TABLE
 
Customers
  
(

       
Id
          
CHAR
(
12
)
    
NOT
 
NULL
 
PRIMARY
 
KEY
,

       
Surname
     
VARCHAR
(
32
)
 
NOT
 
NULL
,

       
FirstName
   
VARCHAR
(
32
)
 
NOT
 
NULL
,

       
DOB
         
DATE
        
NOT
 
NULL

    
);

    
SELECT
 
InitCap
(
Surname
)
 
||
 
', '
 
||
 
InitCap
(
FirstName
)

      
FROM
 
Customers

     
WHERE
 
Month
(
DOB
)
 
=
 
Month
(
getdate
())

       
AND
 
Day
(
DOB
)
 
=
 
Day
(
getdate
())

```

In una base di dati relazionale ad oggetti:
```
    
CREATE
 
TABLE
 
Customers
 
(

      
Id
           
Cust_Id
     
NOT
 
NULL
  
PRIMARY
 
KEY
,

      
Name
         
PersonName
  
NOT
 
NULL
,

      
DOB
          
DATE
        
NOT
 
NULL

    
);

    
SELECT
 
Formal
(
 
C
.
Id
 
)

      
FROM
 
Customers
 
C

     
WHERE
 
BirthDay
 
(
 
C
.
DOB
 
)
 
=
 
TODAY
;

```